# Resolució 1506 del Consell de Seguretat de les Nacions Unides
La Resolució 1506 del Consell de Seguretat de les Nacions Unides fou adoptada el 12 de setembre de 2003. Després de recordar les resolucions 731 (1992), 748 (1992), 883 (1993) i 1192 (1998) sobre els atemptats contra el Vol 103 de Pan Am sobre Lockerbie (Escòcia) el 1988 i el vol 772 d'UTA sobre Níger el 1989, el Consell van aixecar les sancions imposades contra Líbia després que el país no cooperés amb les investigacions sobre la destrucció dels avions.
El Consell de Seguretat va donar la benvinguda a les mesures adoptades pel govern del Líbia per complir amb les resolucions del Consell de Seguretat relatives a l'acceptació de la responsabilitat dels funcionaris libis, els pagaments de compensacions, la renúncia al terrorisme i el compromís de cooperar amb altres sol·licituds d'informació en la investigació. Actuant en virtut del Capítol VII de la Carta de les Nacions Unides, el Consell va aixecar les prohibicions sobre vendes militars, comunicacions aèries i determinats equips petrolífers imposades en resolucions anteriors relatives a Líbia i va dissoldre el Comitè establert per supervisar les sancions.
La resolució, proposada per Bulgària i el Regne Unit, va concloure eliminant el tema dels assumptes amb què es va prendre el Consell. Va ser aprovat per 13 vots contra cap i dues abstencions de França i dels Estats Units, que va expressar les seves reserves sobre la voluntat de Líbia de complir els seus compromisos. Libyan state radio hailed the move as a "victory".